# Dora Krsnik
Dora Krsnik (* 19. Januar 1992 in Zagreb, Kroatien) ist eine kroatische Handballspielerin, die dem Kader der kroatischen Nationalmannschaft angehört.

## Karriere

### Im Verein
Krsnik lief anfangs mit ŽRK Lokomotiva Zagreb in der höchsten kroatischen Spielklasse auf. Mit Lokomotiva gewann sie 2014 die kroatische Meisterschaft sowie den kroatischen Pokal. In der Saison 2014/15 stand die Rückraumspielerin beim kroatischen Erstligisten ŽRK Zelina unter Vertrag. Daraufhin schloss sie sich dem Ligakonkurrenten ŽRK Podravka Koprivnica an. Mit Podravka Koprivnica gewann sie 2016, 2017 und 2018 die kroatische Meisterschaft sowie 2016 und 2017 den kroatischen Pokal.
Krsnik wechselte im Sommer 2018 zum slowenischen Erstligisten Rokometni Klub Krim, mit dem sie ein Jahr später das nationale Double gewann. 2019 wechselte sie zum französischen Zweitligisten Handball Plan-de-Cuques. Mit Handball Plan-de-Cuques feierte sie den Staffelsieg in der Vorrunde der Zweitligasaison 2019/20. Da die – aufgrund der COVID-19-Pandemie – unvollständig ausgespielte Aufstiegsrunde abgebrochen werden musste, annullierte der Verband diese Ergebnisse und beschloss, dass Plan-de-Cuques als Staffelsieger der Vorrunde aufstiegsberechtigt ist. Daraufhin wurde Krsniks Vertrag um zwei Jahre verlängert. Nach insgesamt drei Jahren bei Handball Plan-de-Cuques wechselte Krsnik zum rumänischen Erstligisten CS Dacia Mioveni 2012. Seit der Saison 2024/25 läuft sie für den rumänischen Zweitligisten CS Judetean Prahova auf.

### Beachhandball
Krsnik läuft zudem für die kroatische Beachhandballmannschaft BHC Dubrava auf, mit der sie 2019 die kroatische Beachhandballmeisterschaft gewann.

### In der Nationalmannschaft
Krsnik nahm erstmals mit der kroatischen Nationalmannschaft an der Europameisterschaft 2016 teil, bei der die Mannschaft nach der Vorrunde ausschied. Im Turnierverlauf erzielte sie insgesamt zwei Treffer. Zwei Jahre später folgte mit der Europameisterschaft die nächste Turnierteilnahme, bei der Kroatien wiederum nach der Vorrunde ausschied. Sie warf insgesamt zwölf Tore. Bei der Europameisterschaft 2020 gewann sie mit der kroatischen Auswahl die Bronzemedaille. Krsnic steuerte 22 Treffer zum Erfolg bei. 2022 nahm Krsnik erneut an der Europameisterschaft teil, bei der sie sechs Treffer erzielte.